# 민형식 (조선자작)
민형식(閔衡植, 1875년 1월 6일 ~ 1947년 5월 11일)은 일제강점기의 조선귀족이다. 같은 귀족이었던 민형식(閔炯植, 1859년생)과는 동명이인이며 자는 공윤(公允), 호는 우하(又荷), 본관은 여흥.

## 생애
여흥 민씨 척족 세력을 대표하는 인물 중 하나이며 소문난 갑부였던 민영휘에게 정실 자손이 없자 양자로 들어갔다. 1891년 문과에 병과로 급제한 뒤 평안도 관찰사를 역임하였고, 1904년 일본을 시찰하기도 했다. 귀국 후 법부와 학부에서 협판을 지냈다.
1907년 학부협판으로 재직할 때 나철이 주모한 을사오적 암살 미수 사건에 연루되었다. 민형식은 이때 나철과 오기호 등에게 거액의 자금을 대어 준 것으로 알려져 있다. 이 사실이 적발되어 유배되었다가 특사로 풀려났다.
1924년 4월부터 1927년 4월까지 조선총독부 중추원 참의를 역임했고, 1936년 7월 15일 자신의 아버지였던 민영휘가 받은 자작위를 습작하였다. 그러나 신민회 회원으로 활동하고 민족운동에 기부금을 희사하는 양면적인 모습도 보였다.
양아버지 민영휘와는 기질이 매우 달라, 어려운 사람 돕기를 좋아하며 의를 숭상하는 인물이었다는 평이 있다. 김정희의 필법을 이어받은 글씨에도 능하여, 손꼽히는 서화가로 불렸다.

## 사후
2002년 발표된 친일파 708인 명단과 2008년에 발표된 민족문제연구소의 친일인명사전 수록예정자 명단에 모두 선정되었다.
1937년에 강원도 춘천부 동면에서는 면민들이 성금을 모아 민형식과 민대식, 민규식 형제의 송덕비를 세워 2008년까지 비석이 남아 있었다. 민족문제연구소는 이 사실을 제보받은 뒤 주민들에게 민형식의 친일 행적을 설명하고 비석을 철거하도록 했으나, 일부 지역 유지들이 민형식의 행적에는 문제가 없다며 반발했다.

## 가족 관계
- 양부: 민영휘(閔泳徽)
  - 본인: 민형식
    - 아들: 민병주(閔丙疇)

## 같이 보기
- 민영휘

## 참고자료
- 민형식(閔衡植) - 한국학중앙연구원